# Valentina Cibulska
Valentina »Valja« Ivanovna Cibulska (belorusko Валянціна Іванаўна Цыбульская), beloruska atletinja, * 17. marec 1968, Rostov na Donu, Sovjetska zveza.
Nastopila je na poletnih olimpijskih igrah v letih 1996, 2000 in 2004, najboljšo uvrstitev je dosegla leta 1996 z osmim mestom v hitri hoji na 10 km. Na svetovnih prvenstvih je osvojila srebrno medaljo leta 2001 v hitri hoji na 20 km ter bronasti medalji v letih 1997 v hitri hoji na 10 km in 2003 v hitri hoji na 20 km.